# Kō Ishikawa
Kō Ishikawa (japanisch 石川 巧 Ishikawa Kō; * 10. März 1970 in Santa Cruz de la Sierra) ist ein ehemaliger japanischer Fußballspieler.

## Karriere
Ishikawa erlernte das Fußballspielen in der Schulmannschaft der Bunan High School. Seinen ersten Vertrag unterschrieb er 1989 bei Honda FC. Der Verein spielte in der höchsten Liga des Landes, der Japan Soccer League. 1991 erreichte er das Finale des JSL Cup. Für den Verein absolvierte er 50 Erstligaspiele. 1992 wechselte er zu Verdy Kawasaki. Mit dem Verein wurde er 1993 und 1994 japanischer Meister. Für den Verein absolvierte er 134 Erstligaspiele. 1998 wechselte er zum Ligakonkurrenten Nagoya Grampus Eight. 1999 gewann er mit dem Verein den Kaiserpokal. Für den Verein absolvierte er 105 Erstligaspiele. Ende 2002 beendete er seine Karriere als Fußballspieler.

## Erfolge
Honda FC
- JSL Cup

Finalist: 1991
Verdy Kawasaki
- J1 League

Meister: 1993, 1994
Vizemeister: 1995
- J.League Cup

Sieger: 1992, 1993, 1994
Finalist: 1996
- Kaiserpokal

Sieger: 1996
Finalist: 1992
Nagoya Grampus Eight
- Kaiserpokal

Sieger: 1999